# 鹿児島県道309号山田湯之元停車場線
鹿児島県道309号山田湯之元停車場線（かごしまけんどう309ごう やまだゆのもとていしゃじょうせん）は、鹿児島県鹿児島市から日置市に至る一般県道である。

## 概要

### 路線データ
- 起点：鹿児島県鹿児島市郡山岳町（鹿児島県道40号伊集院蒲生溝辺線交点）
- 終点：鹿児島県日置市東市来町湯田（湯之元交差点、国道3号交点）

## 路線状況

### 重複区間
- 鹿児島県道304号仙名伊集院線（日置市東市来町養母）

## 地理

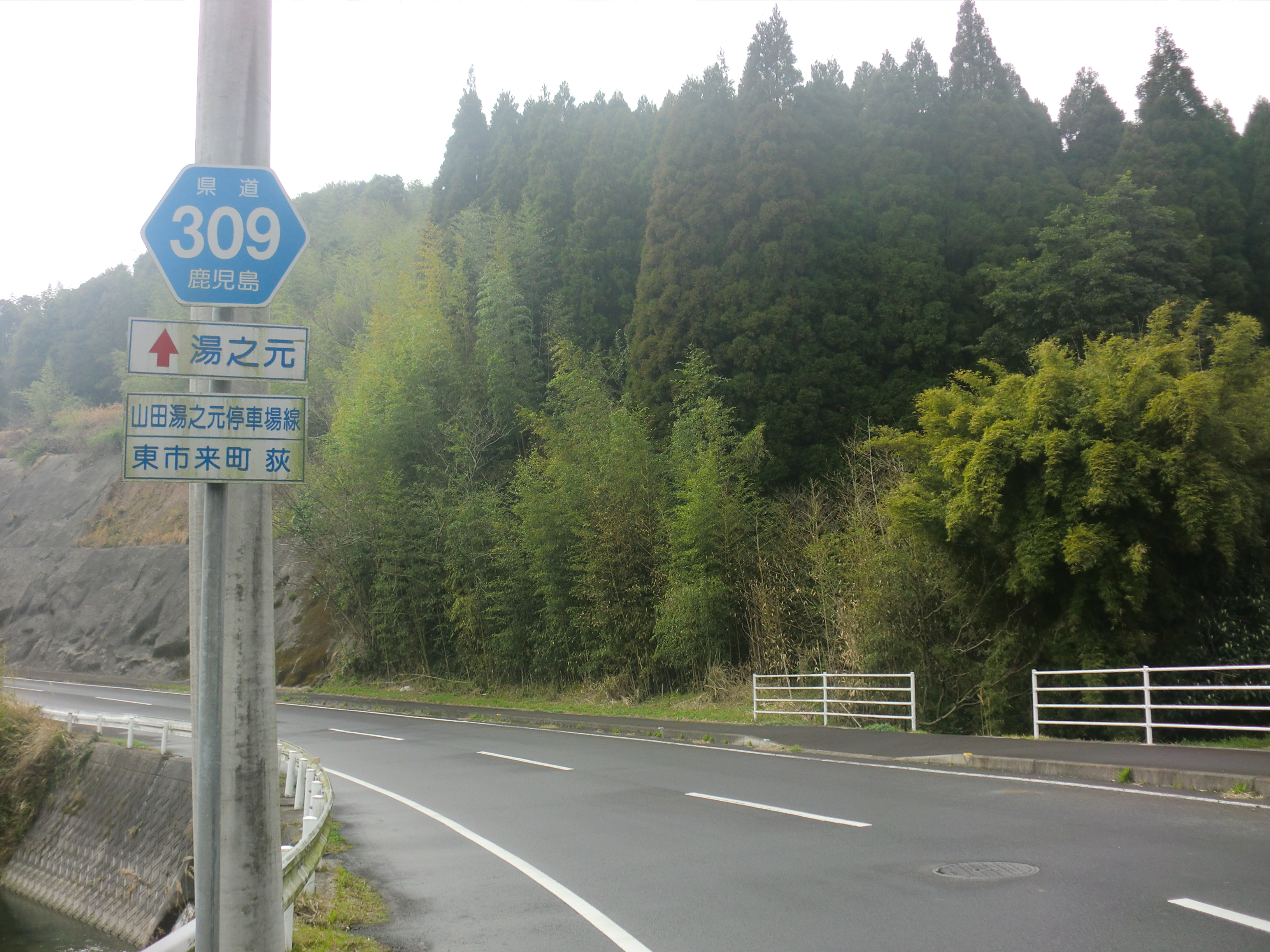
日置市東市来町萩地区

### 通過する自治体
- 鹿児島市
- 日置市

### 交差する道路
| 交差する道路                             | 市町村名 | 交差する場所 | 交差する場所        |
| ---------------------------------------- | -------- | ------------ | ------------------- |
| 鹿児島県道40号伊集院蒲生溝辺線           | 鹿児島市 | 郡山岳町     | 起点                |
| 鹿児島県道305号養母長里線                | 日置市   | 東市来町養母 |                     |
| 鹿児島県道304号仙名伊集院線 重複区間起点 | 日置市   | 東市来町養母 |                     |
| 鹿児島県道304号仙名伊集院線 重複区間終点 | 日置市   | 東市来町養母 |                     |
| 国道3号                                  | 日置市   | 東市来町湯田 | 湯之元交差点 / 終点 |

### 交差する鉄道
- 九州新幹線
- 鹿児島本線

### 沿線
- JR九州鹿児島本線 湯之元駅